# Herman al II-lea de Celje
Herman al II-lea (n. 1361, Celje, Slovenia – d. 13 octombrie 1435, Pozsony, Regatul Ungariei) a fost conte de Celje din 1406 până la sfârșitul vieții. Provenind din Stiria, a fost cunoscut ca susținător fidel și socru al împăratului romano-german, Sigismund de Luxemburg. Loialitatea dovedită i-a adus recompense teritoriale și privilegii, devenind astfel proprietarul celor mai mari domenii din Slavonia. A fost guvernator al Crainei și de două ori ban al provinciilor Slavonia, Croația și Dalmația, recunoscut printr-un tratat în 1427 ca moștenitor prezumtiv al Regatului Bosniei. Ascensiunea la putere a Casei de Celje, fondată de el, a culminat cu atingerea demnității de Principe al Sfântului Imperiu Roman. Ajuns la apogeul puterii sale, el controla două treimi din domeniile Crainei și cea mai mare parte a Stiriei Inferioare, exercitând-și puterea asupra întregii Croații medievale. Herman a fost unul dintre cei mai importanți reprezentanți ai Casei de Celje, aducând dinastia de la importanța regională în primul plan al politicii centrale europene.

## Biografie

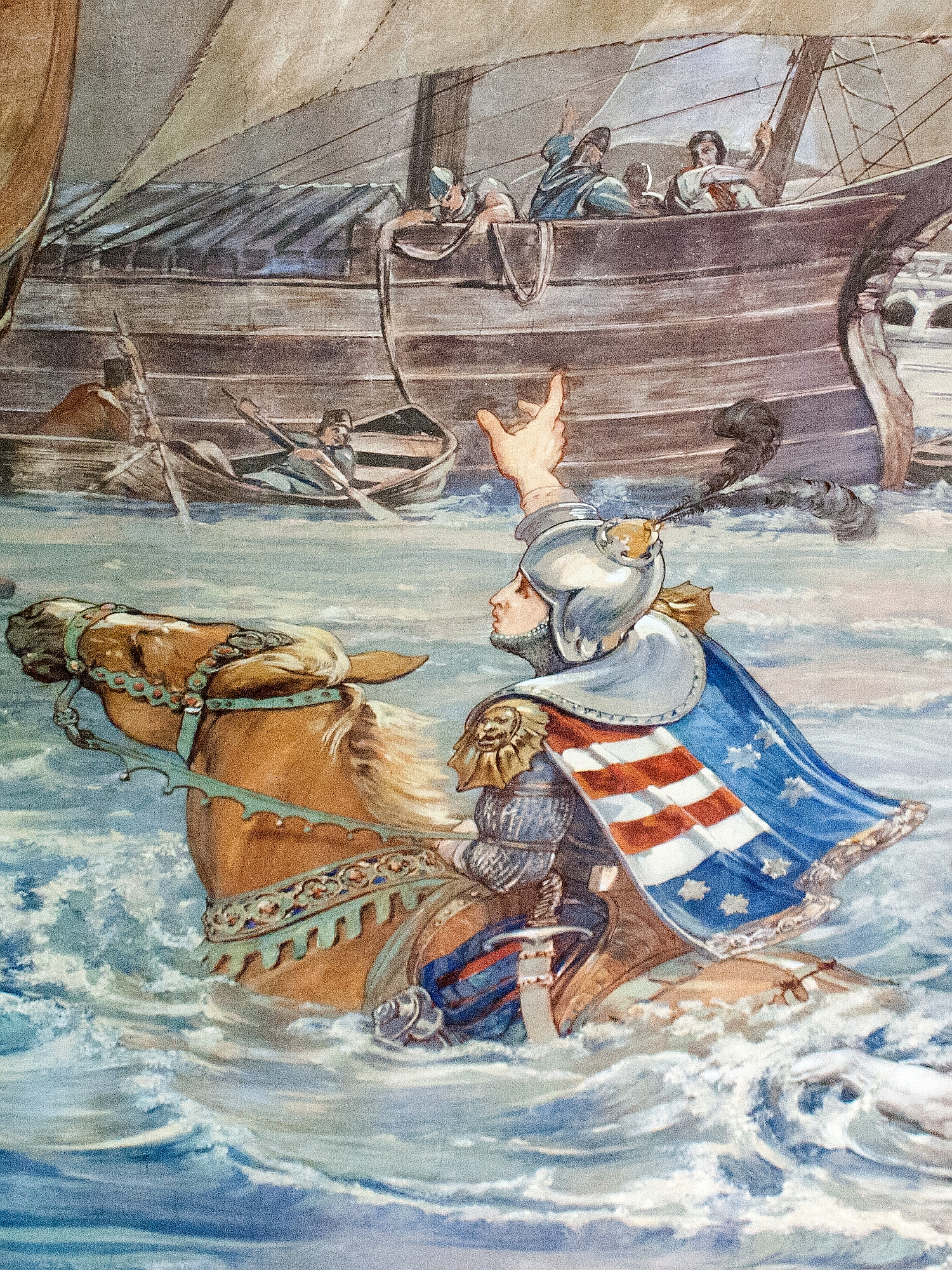
După Bătălia de la Nicopole din 1396, contele Herman al II-lea și regele Sigismund au traversat Dunărea scăpând cu greu din pericolul înecului (ilustrație de Ferenc Lohr, 1896)

Herman al II-lea a fost fiul contelui Herman I (d. 1385) și al soției sale, Caterina, fiica regelui Bosniei, Ștefan al II-lea. A fost fondatorul puterii Casei de Celje.
Alături de tatăl său, în 1377 Herman l-a însoțit pe ducele Albert al III-lea al Austriei în Cruciada prusacă. 
În Bătălia de la Nicopole împotriva otomanilor în 1396, Herman a fost comandantul trupelor austriece din Stiria. Herman a luptat cu vitejie de partea lui Sigismund de Luxemburg, pe atunci rege al Ungariei, însă coaliția creștină a fost suferit o zdrobitoare înfrângere. Herman i-a salvat viața lui Sigismund. După ce au reușit să părăsească câmpul de luptă, cei doi au traversat Dunărea cu o barcă de pescuit, urmând apoi o lungă călătorie înapoi spre Ungaria. Sigismund l-a răsplătit pe Herman atribuindu-i districtul Varaždin în 1397, urmat în 1399 de diverse alte districte din Zagorje, de-a lungul graniței dintre Regatul Croației și Sfântul Imperiu Roman. Aceste teritorii erau ereditare și făceau din conții de Celje cei mai mari proprietari de domenii din Slavonia. De atunci înainte ei s-au autointitulat „conți de Celje și Zagorje”.
Loialitatea lui Herman a continuat în timpul războiului civil maghiar, când regatele Croației și Ungariei conduse de Sigismund erau revendicate de regele Ladislau de Neapole, sprijinit de rebelii vasali ai lui Sigismund. Aceștia au reușit în 1401 să-l facă prizonier pe Sigismund. Herman și Nicolae al II-lea de Garai (1366–1433), palatinul Ungariei, au obținut eliberarea sa în același an, după ce Herman a amenințat că va invada Ungaria. Relațiile dintre cei doi au devenit apoi mai strânse. Sigismund promisese că după ce va fi eliberat, îi va înlătura din funcțiile statului pe străini (ca Herman), dar nu și-a ținut promisiunea.
În 1405 Sigismund s-a căsătorit cu Barbara, fiica cea mică a lui Herman, în vârstă de treisprezece ani, și i-a acordat socrului său domenii întinse în Slavonia. Această căsătorie a fost încheiată la dorința lui Sigismund, care voia să-și asigure influența contelui de Celje în Ungaria. Legătura puternică cu familia de Celje a dus la înstrăinarea Casei de Luxemburg de fosta ei aliată, Casa de Habsburg, care aspira, de asemenea, la supremație în regiunea panonică. Anna, o altă fiică a lui Herman, s-a căsătorit cu palatinul Nicolae al II-lea de Gara, legând astfel cele trei familii unite de afinități. În 1406 Sigismund l-a numit pe Herman ban al Dalmației și Croației și ban al Slavoniei. El a deținut aceste funcții până în 1408 și din nou din 1423 până în 1435, beneficiind de sprijinul lui Eberhard, episcopul de Zagreb de origine germană. Astfel Casa de Celje a devenit cea mai puternică familie din Regatul Croației. Herman a fost unul dintre membrii fondatori ai Ordinului Dragonului al lui Sigismund, înființat în 1408. Din motive economice mai degrabă decât din fanatism religios, Herman a expulzat toți evreii de pe domeniile sale.
Când contele Frederic al III-lea de Ortenburg, ultimul din linia masculină a familiei sale, a murit în 1418, domeniul său a fost moștenit de Herman. De atunci înainte, el a controlat trei sferturi din teritoriul Carintiei. Acest lucru i-a facilitat ajungerea la puterea imperială - obiectivul urmărit mult timp de familia sa. Căsătoria fiului său, Ludovic, cu Beatrice, fiica ducelui Ernest de Bavaria, i-a oferit lui Herman un aliat puternic împotriva stăpânilor săi habsburgici. Scopul său a fost în cele din urmă atins în 1423, când ducele Ernest de Stiria și Carintia a renunțat la supremația sa feudală faă de conții de Celje. Aceasta a fost o recompensă acordată de Sigismund, rege romano-german din 1411, pentru negocierile încununate de succes, duse de Herman cu nobilii croați rebeli. Această recompensă a fost însoțită de dreptul de a bate monedă și dreptul de a colecta taxe și venituri de la diverse mine. Bucurându-se de o relație juridică directă cu Coroana, Herman era liber să se concentreze asupra unui nou obiectiv: să devină Principe al Sfântului Imperiu Roman. A fost aproape de succes și în această inițiativă în 1430, dar documentul care îi acorda această onoare nu pare să fi fost emis, posibil datorită obiecțiilor Habsburgilor.

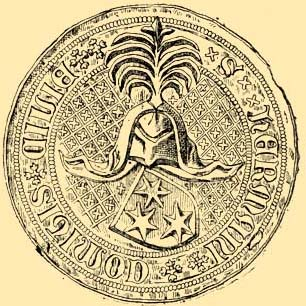
Sigiliul lui Herman al II-lea (schiță, 1896)

Când fiul lui Herman, Frederic al II-lea, a înlăturat-o în 1422 pe soția sa, Elisabeta Frangepan, pentru a se căsători cu o concubină, Veronika de Desenice, familia Frangepan a fost profund ofensată. Herman l-a renegat pe Frederic și l-a desemnat pe fiul mai tânăr, Herman, ca succesor al său, însă acesta a murit într-un accident de vânătoare în 1426. În 1425 Herman a închis-o pe Veronika în Castelul Osterwitz, unde a murit înecată. Regele Tvrtko al II-lea al Bosniei a stabilit în 1427 că, în cazul morții sale fără a avea copii, Herman al II-lea și moștenitorii săi pe linie masculină urmau să fie moștenitorii Regatului Bosniei.
Nepotul lui Herman, Ulrich al II-lea, s-a căsătorit în jurul anului 1432 cu Caterina, fiica despotului sârb George Branković. Puternica poziție a familiei de Celje și faptul că ea nu era originară din Ungaria, ca și influența ei asupra regelui, au făcut ca familia să fie puțin agreată de stările maghiare. 
Conții de Celje au fost recunoscuți ca principi imperiali la un an după moartea lui Herman, deși există unele false dovezi care sugerează că acest lucru s-ar fi putut întâmpla puțin timp înainte de moartea lui Herman, pe 27 septembrie 1435. Titlurile alodiale ale lui Herman au fost moștenite integral de primul său născut și singurului său fiu care i-a supraviețuit, Frederic al II-lea, în vârstă de 56 de ani.

## Concluzii
Cel mai remarcabil dintre conții de Celje, Herman a moștenit conducerea unei familii cu o importanță doar locală, transformând-o într-una dintre cele mai proeminente familii nobiliare din Europa Centrală. Eforturile lui Hermann de sprijinire a eforturilor regelui Sigismund în consolidarea autorității sale regale și a centralizării statului i-au adus o reputație proastă în istoriografia maghiară veche, de obicei simpatizantă cu nobilimea maghiară. El a fost caracterizat ca fiind un manipulator egoist al unui rege slab.
Herman a murit la Pressburg pe 13 octombrie 1435. Regele Tvrtko al II-lea a murit într-adevăr fără copii, dar opt ani mai târziu, iar Herman nu a devenit niciodată rege al Bosniei. Întâmplarea a făcut ca coroana bosniacă să nu ajungă niciodată la Casa de Celje. Herman a fost înmormântat în Mănăstirea Pleterje, fondată de el în 1403 lângă Šentjernej în Craina, ultima mănăstire cartusiană din ținuturile slovene.
Ascensiunea familiei de Celje a luat sfârșit odată cu uciderea lui Ulrich al II-lea, nepotul lui Herman al II-lea, într-un atac al lui Ioan de Hunedoara în 1456.

## Căsătorie și descendenți
În 1377 Herman al II-lea s-a căsătorit cu Anna (d. înainte de 1396), fiică a contelui Henric al VII-lea de Schaunberg, moștenind astfel posesiunile ei. Copiii rezultați din această căsătorie au fost:
- Frederic al II-lea (1379–1454), căsătorit cu Elisabeta Frangepan;
- Herman al III-lea (c. 1380–1426), căsătorit cu Elisabeta de Abensberg (cu care a avut o fiică, Margareta), apoi cu Beatrice de Wittelsbach, fiica ducelui Ernest al Bavariei (nu au avut copii);
- Ludovic (n.c. 1380– d. 1417), a fost dat spre adopție vărului lui Herman care nu avea copii, Frederic al III-lea de Ortenburg (d. 1418); nu a avut urmași;
- Anna (c. 1384–1439), căsătorită cu Nicolae al II-lea de Garai în 1402;
- Barbara (c.1392–1451), căsătorită cu regele Sigismund al Ungariei;
- Elisabeta (d. 1426), căsătorită cu contele Henric al IV-lea de Gorizia.

Dintr-o relație ilegitimă (ulterior legitimată), Herman al II-lea a avut un fiu:
- Herman (1383–1421), episcop de Freising (1412–1421), devenit principe episcop de Trento în 1421.

Prin nepoata sa, Elisabeta de Austria, regină a Poloniei, Herman este strămoșul ultimilor cinci regi ai Poloniei din Dinastia Jagiellonă, al Sfântului Cazimir și al regilor din Casa de Vasa ai Poloniei. Prin sora acesteia, Anna de Austria, Herman este strămoșul ducilor și regilor Prusiei și al împăraților Germaniei.